# Encephalartos
Encephalartos es un género nativo de África. Algunas de sus especies son comúnmente llamadas palmas pan o pan de Kaffir, ya que una especie de pan puede ser preparada con el centro de su vástago. Todas las especies del género están amenazadas.

## Etimología
El nombre deriva de las palabras griegas en (dentro), kephali (cabeza) y artos (pan); refiriéndose al uso de su médula para preparar comida. Fue nombrado por el botánico alemán Johann Georg Christian Lehmann en 1834.

## Distribución y hábitat
Sus especies se encuentran distribuidas por África, principalmente en Sudáfrica, el norte de Angola y en el sur de Zaire en la región del Río Kwango.

## Estado
La mayoría de las especies se encuentran en peligro de extinción o amenazadas y unas cuantas, como Encephalartos wodii, se encuentran extintas en medios naturales, hallándose solamente cultivadas.

## Especies
- Encephalartos aemulans
- Encephalartos altensteinii
- Encephalartos aplanatus
- Encephalartos arenarius
- Encephalartos barteri
- Encephalartos brevifoliolatus
- Encephalartos bubalinus
- Encephalartos caffer - pan de cafre[4]
- Encephalartos cerinus
- Encephalartos chimanimaniensis
- Encephalartos concinnus
- Encephalartos cupidus
- Encephalartos cycadifolius
- Encephalartos delucanus
- Encephalartos dolomiticus
- Encephalartos dyerianus
- Encephalartos equatorialis
- Encephalartos eugene-maraisii
- Encephalartos ferox
- Encephalartos friderici-guilielmi
- Encephalartos ghellinckii
- Encephalartos gratus
- Encephalartos heenanii
- Encephalartos hildebrandtii
- Encephalartos hirsutus
- Encephalartos horridus
- Encephalartos humilis
- Encephalartos inopinus
- Encephalartos ituriensis
- Encephalartos kisambo
- Encephalartos laevifolius
- Encephalartos lanatus
- Encephalartos latifrons
- Encephalartos laurentianus
- Encephalartos lebomboensis
- Encephalartos lehmannii
- Encephalartos longifolius
- Encephalartos mackenziei
- Encephalartos macrostrobilus
- Encephalartos manikensis
- Encephalartos marunguensis
- Encephalartos middelburgensis
- Encephalartos msinganus
- Encephalartos munchii
- Encephalartos natalensis
- Encephalartos ngoyanus
- Encephalartos nubimontanus
- Encephalartos paucidentatus
- Encephalartos poggei
- Encephalartos princeps
- Encephalartos pterogonus
- Encephalartos schaijesii
- Encephalartos schmitzii
- Encephalartos sclavoi
- Encephalartos senticosus
- Encephalartos septentrionalis
- Encephalartos tegulaneus
- Encephalartos transvenosus
- Encephalartos trispinosus
- Encephalartos turneri
- Encephalartos umbeluziensis
- Encephalartos villosus
- Encephalartos whitelockii
- Encephalartos woodii